# Yibal
Yibal è il maggiore campo petrolifero dell'Oman. Con riserve iniziali di 1 Gbbl, cominciò la produzione nel 1968, e al suo picco ebbe una produzione di 250 kbbl/die. In anni recenti, ha iniziato il declino e nel 2005 produceva circa 88 kbbl/g. Il giacimento è gestito principalmente da Royal Dutch Shell.